# Франк Паїс
Франк Паїс (ісп. Frank País García; 7 грудня 1934 — 30 липня 1957) — кубинський революціонер, організатор міського підпілля «Руху 26 липня», керівник повстання в Сантьяго-де-Куба 1956 року. Національний герой Куби.

## Життєпис
Франк Паїс народився 7 грудня 1934 року, в Сантьяго-де-Куба. Його батько Франциско Паїс, був протестантським пастором у провінції Галісія (Іспанія), який емігрував на Кубу. Франциско був одним із засновників першої баптистської церкви в Сантьяго-де-Куба. Після смерті батька мати одна виховувала трьох дітей. Франк почав вивчати архітектуру, але кинув навчання, щоб поступити до педагогічного коледжу в провінції Орьєнте, який він закінчив 6 липня 1953 року. Він почав працювати вчителем у 1954 році.

## Революціонер
Мав успіх як студентський лідер, був одним з головних лідерів студентської асоціації і прихильником університетської реформи. 10 березня 1952 року Фульхенсіо Батиста прийшов до влади в результаті державного перевороту. Франк пішов разом з іншими молодими людьми до казарм Монкада вимагати зброю, щоб захищати демократичний уряд Карлоса Пріо.
Незабаром після нападу Кастро на казарми Монкада в провінції Орієнте в липні 1953 року, Франк Паїс почав створювати зі студентів та робітничої молоді революційну організацію, яка отримала назву Національна революційна дія. Середній вік членів організації — 17 років. Мета організації — збройна боротьба проти диктатури Батисти. У 1955 році вступив до «Руху 26 липня». У 1956 році призначений начальником напрямку дій і саботажу «Руху 26 липня» в країні.
30 листопада 1956 року очолив збройне повстання в Сантьяго-де-Куба для підтримки висадки з яхти «Гранма» Фіделя Кастро і 82 повстанців, метою яких було створення бази партизанської боротьбі у горах Сьєрра-Маестра. Був один з головних організаторів підтримки партизанів Сьєрра-Маестра.
30 червня 1957 року його вбили в Сантьяго-де-Куба агенти поліції Батисти. Ця трагічна новина приголомшила місто, розпочався стихійній загальний страйк. На похорон Франка Паїса, одягненого у військову форму повстанців, вийшло багато людей, траурна процесія пройшла через усе місто.

## Вшанування пам'яті
- День (30 липня), коли загинув Ф. Паїс, на Кубі визначають як День мучеників революції .[1]
- Партизанський загін на чолі з Раулем Кастро в Сьєрра-Маестра назвали на честь Франка Паїса. Він діяв на сході від Сантьяго("Другий фронт Франка Паїса) .[2]
- Будинок в Сантьяго № 226 Сан-Бартоломе-стріт, у якому пройшло дитинство Паїса, влада перетворила на Будинок-музей і позначила його як національний пам'ятник.
- Міжнародний аеропорт у місті Ольгін на Кубі носить його ім'я.[3]